# فرنسيسكو خافيير برافو
فرنسيسكو خافيير برافو (بالإسبانية: Francisco Javier Bravo)‏ هو سياسي مكسيكي، ولد في 18 فبراير 1967 في بويرتو فالارتا في المكسيك. حزبياً، نشط في الحزب الثوري المؤسساتي. وقد انتخب عضو مجلس النواب المكسيك.